# Potamoi

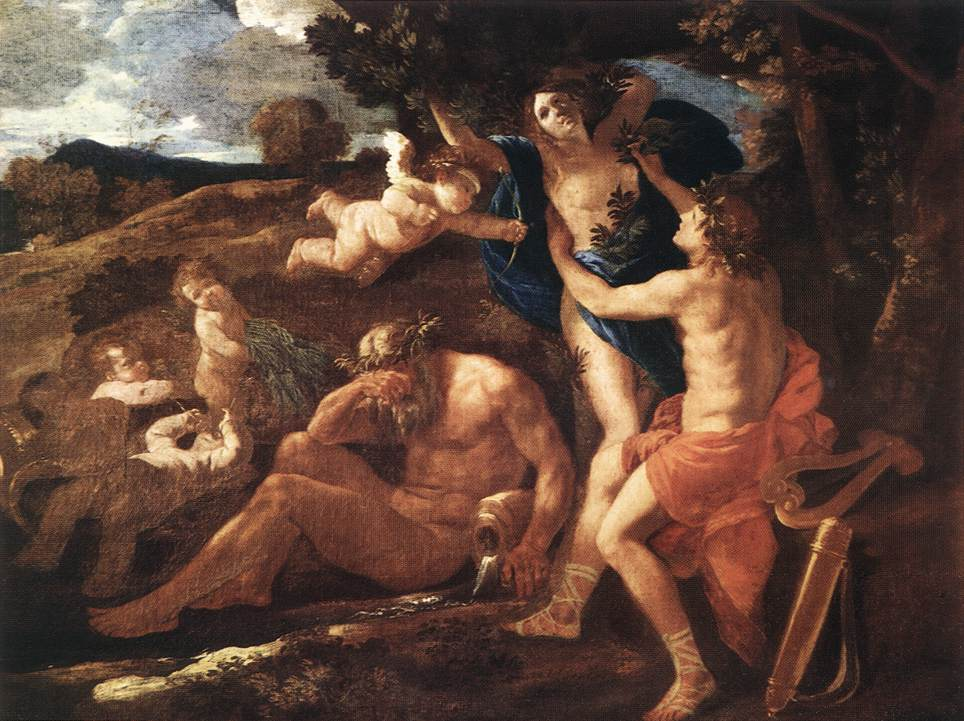
Na foto, Peneus desvia o olhar de Apolo, perfurado pela flecha de desejo do cupido, acaba por perseguir Dafne. Para evitar isto, Peneus transforma Dafne em um loureiro.

Potamos (em grego antigo: ποταμός, potamós, plural ποταμοί, potamoí, "rios") era a designação dos deuses dos rios na mitologia grega. Eles são pais das Náiades, irmãos das Oceânides, filhos de Oceano e Tétis, e às vezes citados como filhos de Zeus. Os deuses dos rios são retratados em uma das três formas: um homem com cabeça de touro, um homem com cabeça de touro e corpo de serpente da cintura para baixo ou segurando uma ânfora derramando água. Acredita-se que existiam 3.000 deuses dos rios. Um dos mais célebres é Peneus, protetor do rio Peneios e pai da ninfa Dafne. 

## Potâmides
Potâmides (Ποταμίδες) são Ninfas aquáticas assim como as Náiades, porém associadas aos rios e córregos. As Potâmides são conhecidas por terem seus nomes associados aos rios.